# 科苏特纪念碑

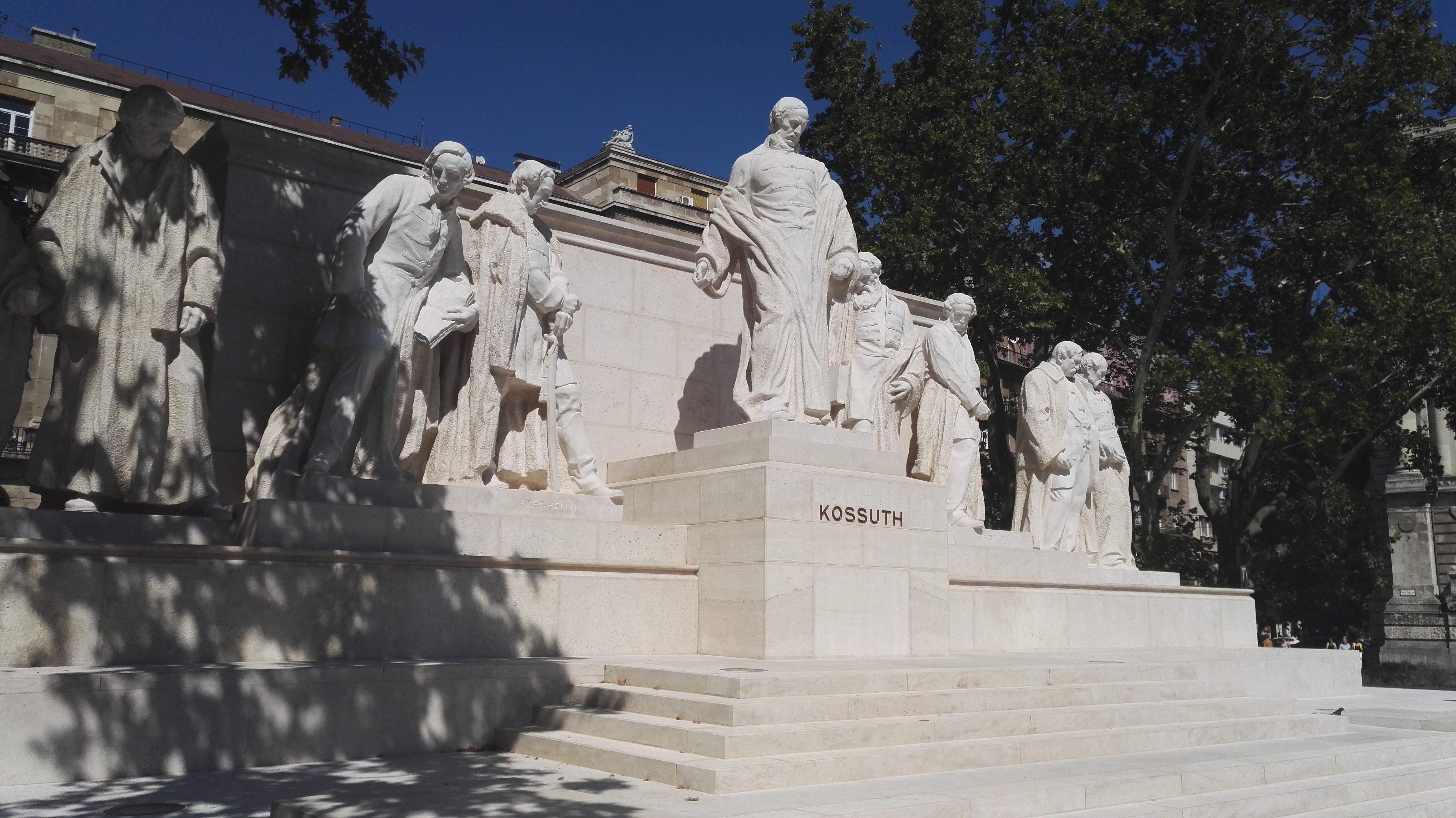
科苏特纪念碑 near the 匈牙利议会大厦

科苏特纪念碑指位于布达佩斯匈牙利议会大厦前，纪念匈牙利元首科苏特·拉约什的三座公共纪念碑。纪念碑是匈牙利重要的国家象征，也是官方庆祝的场所。

## 第一纪念碑
1894年3月21日，科苏特·拉约什去世，在布达佩斯举行了盛大的葬礼，并几乎立即宣布了一项公众捐款，用于为这位1848年革命领导人修建纪念碑。在接下来的几年里，共募捐85万匈牙利福林，这在当时是一笔巨款。1906年，在就纪念碑的风格和信息进行了长时间的辩论后，由雕塑家霍瓦伊·查诺斯赢得了比赛。尽管公众对霍瓦伊的想法并不满意，但他还是开始工作。到1914年，除了科苏特本人之外，该组的所有塑像都已完成，但由于第一次世界大战，这项工程停止了。巨大的 鲁斯卡大理石基座仍留在特兰西瓦尼亚的采石场中，并被入侵的罗马尼亚军队没收。战争结束后的几年里，霍瓦伊完成了科苏特雕像的建造，并用简单的石灰岩建造了一个新基座。

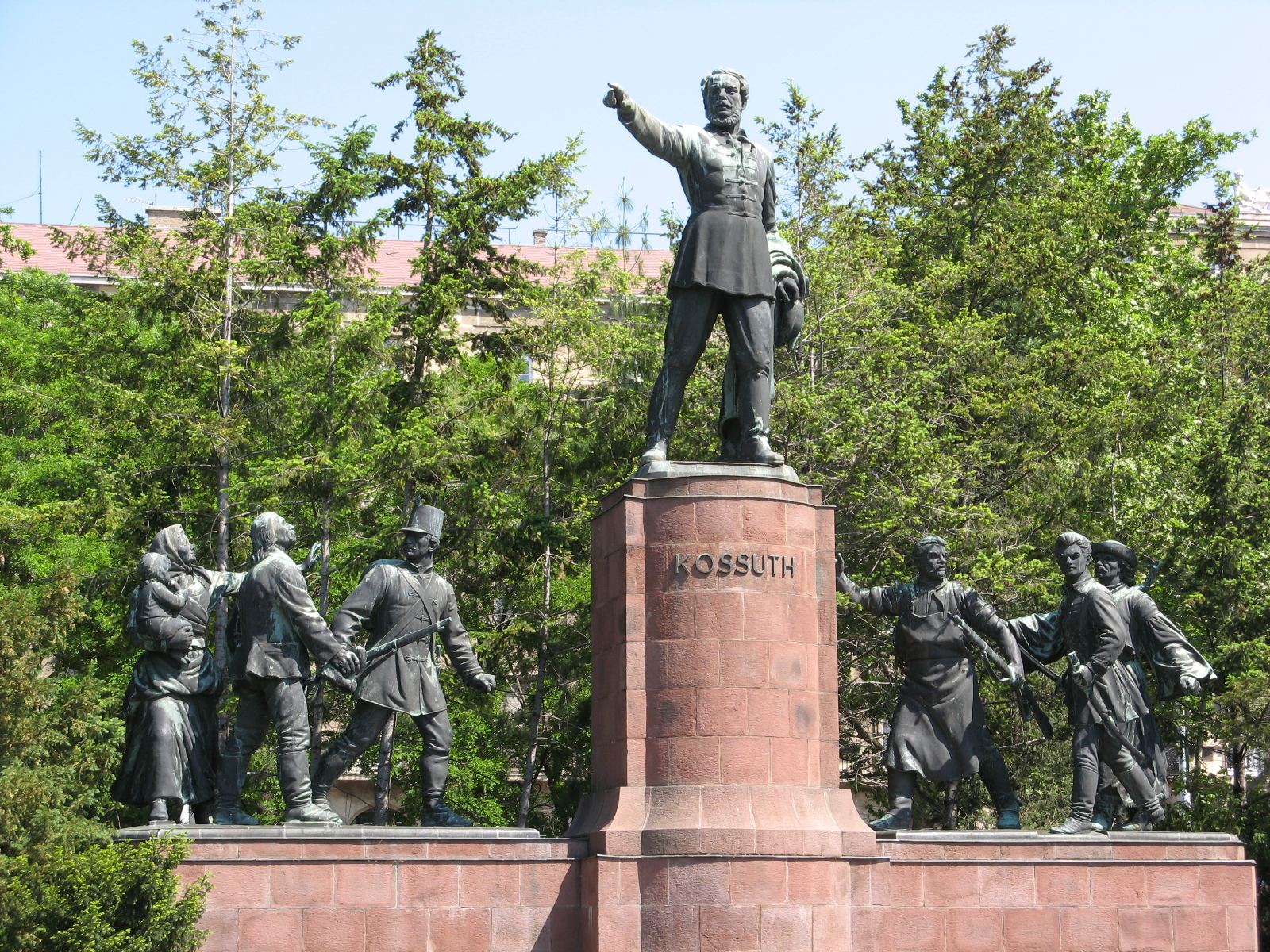
第二纪念碑

1927年11月6日，第一纪念碑由摄政霍尔蒂·米克洛什正式揭幕，有10万人参加庆祝活动。活动发言人是阿尔伯特·阿彭尼。群像描绘了匈牙利第一届议会政府的成员：科苏特·拉约什（中间）、保罗·埃施特哈齐（Pál Esterházy）、Gábor Klauzál、厄特沃什·约瑟夫、塞切尼·伊什特万、首相包贾尼·拉约什、Bertalan Szemere、戴阿克·费伦茨和 Lázár Mészáros。霍尔蒂的组阁受到了批评，因为科苏特在第一届内阁中只扮演了一个次要的宪法角色。艺术评论家批评了纪念碑的忧郁气氛，雕塑仍然有些不受欢迎。

## 第二纪念碑
1950年，匈牙利的斯大林主义独裁者拉科西·马加什的政府下令拆除“悲观”的纪念碑。基斯法鲁迪·斯特罗布制作了一尊新的科苏特铜像，举手指向更光明的未来。尽管这座雕塑是其时代的典型产物，但基斯法鲁迪·斯特罗布是一位才华横溢的艺术家，他成功地将科苏特描绘成了一位伟大的演说家。新纪念碑于1952年落成。其他六个人物（其中包括诗人裴多菲·山多尔）由 AndráS Kocsis 和 Lajos Ungváry 创作。底座上覆盖着红色大理石块。1959年，被拆除的霍瓦伊群雕被送到栋博堡镇，1973年，这些雕像分别在城市公园重新竖立。

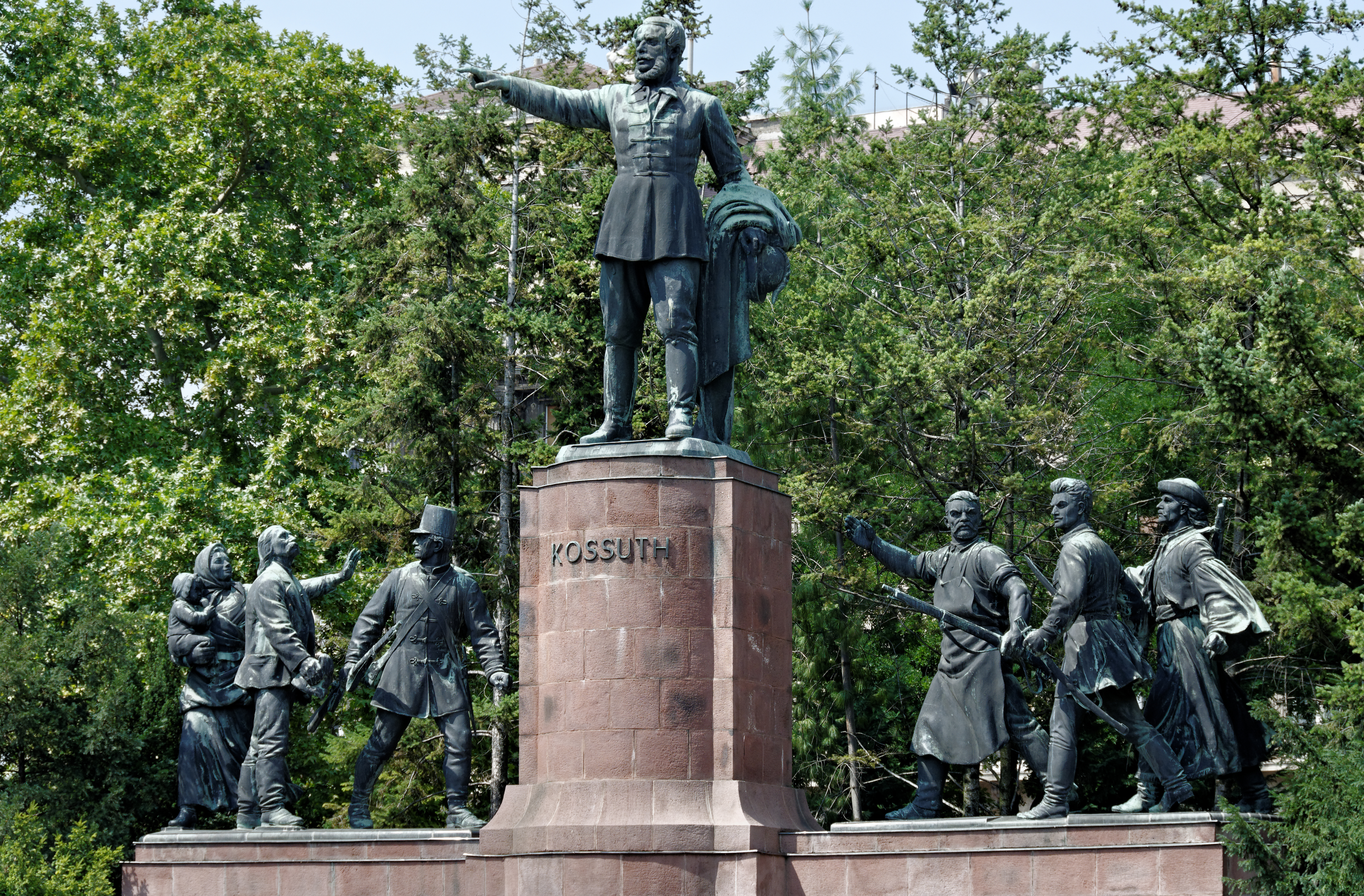
第二纪念碑(2011)

## 第三纪念碑
经过长期规划，匈牙利政府于2012年启动了科苏特广场的整体修复工作。议会决定重建该广场1944年出现的历史雕塑。斯特罗布的科苏特纪念碑被拆毁，然后以不同的形式重新组装到奥奇公园。2014年，霍瓦伊的原始雕塑群（保存在栋博堡）的一个精确复制品在科苏特广场重新创作并揭幕。